# The Soft Bulletin
The Soft Bulletin – dziewiąty album amerykańskiej grupy rockowej The Flaming Lips wydany 17 maja 1999 roku w Wielkiej Brytanii, a 22 czerwca w Stanach Zjednoczonych.
Zremasterowana wersja została wydana 31 stycznia 2006 roku jako The Soft Bulletin 5.1.
Pomimo pozytywnego przyjęcia przez krytyków, płyta dotarła zaledwie do 39. miejsca UK Albums Chart. Chociaż nigdy nie pojawiła się na liście Billboard 200, do 2006 roku sprzedała się w Stanach Zjednoczonych w liczbie 38.000 egzemplarzy.

## Recenzje
Wraz z albumem grupa nadała bardziej melodyjne, psychodeliczne brzmienie swej twórczości, co docenili dziennikarze muzyczni. Ze względu na rozbudowane, symfoniczne aranżacje płyty zyskała status „Pet Sounds lat 90.”.
Krytycy muzyczni docenili płytę jako najlepszą w dorobku zespołu, a nawet uznali za najlepszy album roku 1999. Płyta otrzymała 85 punktów na 100 możliwych na stronie Metacritic.com. Witryna poświęcona muzyce alternatywnej Pitchfork Media oceniła album maksymalną notą 10.0. Umieściła go też na 2. miejscu wśród płyt z 1999 roku, a na 3. miejscu listy najlepszych albumów lat 90.

## Lista utworów
(Wersja amerykańska. Niektóre utwory posiadają bardzo rozbudowane nazwy.)
Wszystkie utwory skomponowane i napisane przez The Flaming Lips
1. „Race for the Prize” – 4:09
2. „A Spoonful Weighs a Ton” – 3:32
3. „The Spark That Bled” – 5:55
4. „The Spiderbite Song” – 4:02
5. „Buggin'” – 3:16
6. „What Is the Light?” – 4:05
7. „The Observer” – 4:11
8. „Waitin’ for a Superman” – 4:17
9. „Suddenly Everything Has Changed” – 3:54
10. „The Gash” – 4:02
11. „Feeling Yourself Disintegrate” – 5:17
12. „Sleeping on the Roof” – 3:09
13. „Race for the Prize” – 4:18
14. „Waitin’ for a Superman” – 4:19

## Twórcy
- Wayne Coyne – teksty, śpiew, gitara, perkusja
- Michael Ivins – gitara basowa, wokale
- Steven Drozd – teksty, gitara, keyboardy, syntezatory, perkusja